# Mannu-ki-Adad (gubernator Subutu)
Mannu-ki-Adad (akad. Mannu-kī-Adad, tłum. „Któż jest jak Adad?”) – wysoki dostojnik, gubernator prowincji Subutu (Supite) za rządów asyryjskiego króla Sennacheryba (704-681 p.n.e.); według Asyryjskiej kroniki eponimów w 683 r. p.n.e. pełnił urząd limmu (eponima). Osoba o jego imieniu - być może właśnie on - występuje w korespondencji króla Sargona II (722-705 p.n.e.) w roli gubernatora jednej ze wschodnich prowincji.